# Cornelia Janzon
Cornelia Janzon (* 16. Juli 1981 in Sydney/Australien) ist eine ehemalige deutsche Basketballnationalspielerin.

## Leben und sportlicher Werdegang
Janzon verbrachte die ersten fünf Lebensjahre in Australien, dann zog ihre Familie nach Deutschland.
Ihre Basketballkarriere startete sie beim TSV Jahn Freising, 1998 wechselte sie zum Zweitligisten MTSV Schwabing. Von dort ging sie für die Saison 1999/2000 zum Ligakonkurrenten Kicks München. Nach weiteren drei Jahren in der zweiten Liga wechselte sie zum TSV Wasserburg und wagte damit den Sprung in die erste Liga, bevor sie zur Saison 2003/04 wieder zum MTSV Schwabing zurückkehrte.
Nach Abschluss des Medizinstudiums absolvierte sie 2007 ihr praktisches Jahr in Australien. Dort spielte sie in der australischen WNBL bei den Sydney Uni Flames. Danach arbeitete sie noch in Trinidad und in Schottland. In dieser Zeit spielte sie keinen Basketball, wurde aber dennoch 2008 in die deutsche Nationalmannschaft berufen und spielte die Qualifikation zur FIBA Europameisterschaft 2008.
Zur Saison 2008/09 wechselte Janzon zurück in die 1. Damen-Basketball-Bundesliga zum BBV Leipzig und war dort Mannschaftskapitän. Doch bereits im Dezember 2008 trennten sich die Wege wegen unüberbrückbarer Differenzen sowie einem gestörten Vertrauensverhältnis zwischen Janzon und Trainer Ritz Ingram bzw. des BBV Leipzig. Janzon wechselte aus diesem Anlass nach Nördlingen zum Ligakonkurrenten WWK BG Donau-Ries. Zur Saison 2009/10 wechselte sie zum Erstligisten SG BBZ Opladen, der in der folgenden Saison in die 2. Liga abstieg.
2011 beendete sie ihre Karriere als Bundesligaspielerin. Zwischen 2013 und 2015 gewann sie dreimal mit BBZ Opladen die Meisterschaft in der Oberliga. Ab 2016 spielte sie für die Regionalligamannschaft von BBZ Opladen.
Später betreute sie als Ärztin die deutsche U16-Mädchen-Nationalmannschaft.